# Portul popular din comuna Racovița
Acest articol dezvoltă o secțiune Portul popular din comuna Racovița a articolului principal, comuna Racovița, Sibiu.

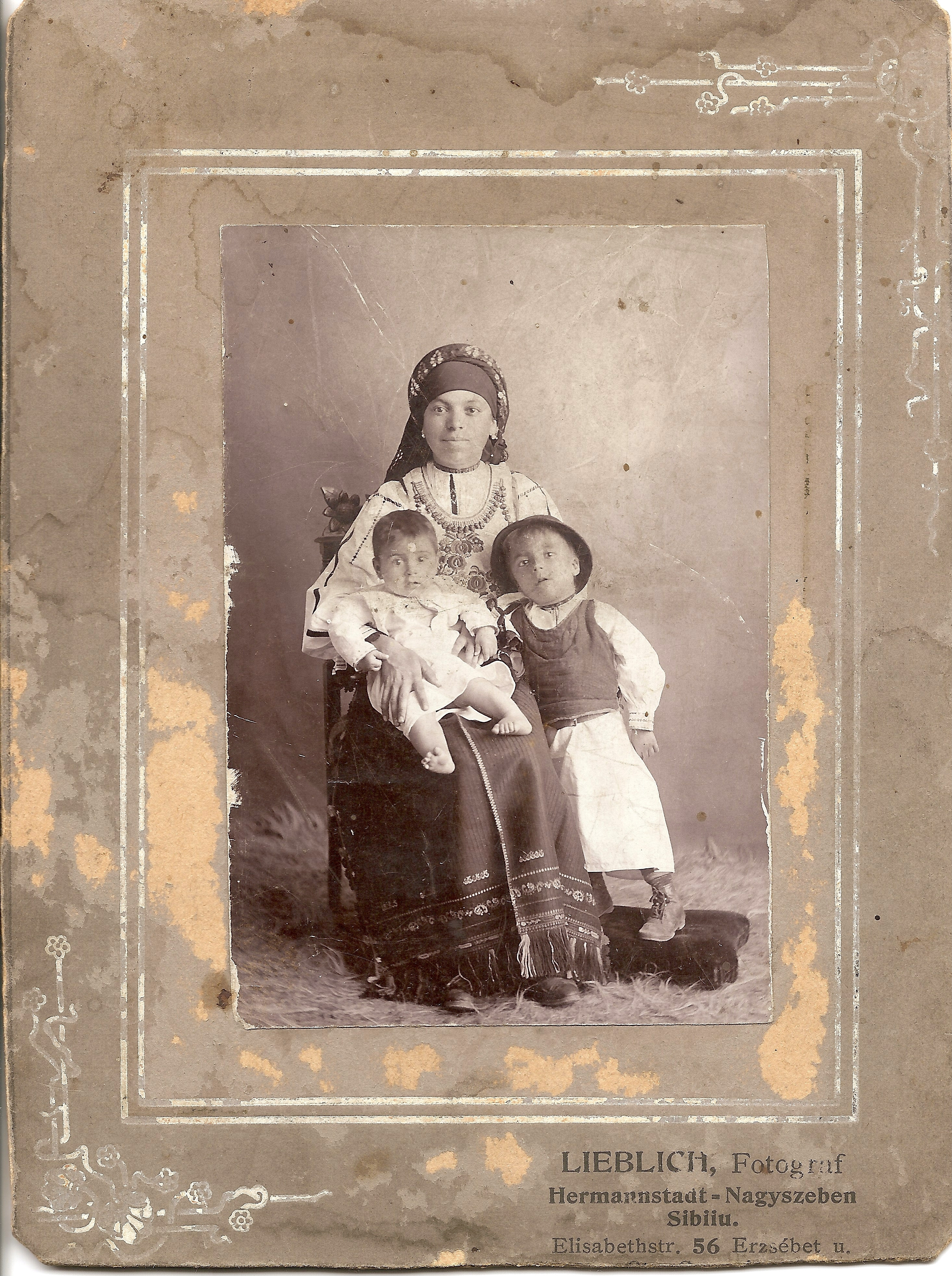
Port popular tradițional din Racovița, 1910

Așa cum a fost el întâlnit până la începutul secolului al XIX-lea, portul popular racovicean s-a caracterizat prin simplitatea sa, majoritatea pieselor sale componente fiind produse ale gospodăriei proprii.
La costumul femeiesc, piesele "de rezistență" au fost: vălitoarea albă, cârpele negre sau înflorate, "șurțele"(șorțurile) negre sau "vinete", în două sau trei foi, catrințele roșii, "românești" sau "oacheșe", iile cu fodori, pieptarul cu flori roșii și "ciucurei" în aceeași tonalitate, buboul negru sau săin, nelipsit din portul bătrânelor.
Costumul bărbătesc avea următoarele piese specifice: cămașa cu mânecă largă sau cu pumnași, cioarecii albi, strânși pe picior, laibărul și recălul din postav negru, la care, iarna, se adaugă buboul.
În jurul anului 1900, în sat începe să pătrundă costumul femeiesc "săliștenesc", care devine predominant în deceniile următoare, cu nota sa de eleganță și sobrietate, preluat și dezvoltat într-o variantă locală. Acesta se caracteriza prin cârpa neagră, cu ciucuri, prin ia de "giolgiu" plină de "pui" cusuți cu arnici negru, prin fusta "prisată" acoperită de "șurțe" negre, "tipărite", prin "fustița" cu "cipcă", completate cu pantofi "cu ciucurei" și ciorapi negri de mătase, majoritatea acestor piese fiind cumpărate din târg.

## Costumul femeiesc

Stânga: "vălitoare" din voal alb. Dreapta: pălărie de paie cu "șinor"

Laibăr și ie săliștenească cu "beată" galbenă, "puișori", fodori și colțișori

"Puișori" de pe o ie săliștenească

- Găteala capului.

Părul a constituit una din podoabele naturale de căpetenie ale femeii, cu cât acesta era mai bogat, cu atât mândria era mai mare, cu toate că descoperirea capului în public echivala cu una dintre cele mai mari "rușini". Spre a-i conferi un plus de strălucire, încă din primele decenii ale secolului al XIX-lea, părul se ungea cu seu, unt sau chiar cu gaz.
Până la vârsta de zece ani, după ce depășea stadiul "căiței", fetițele purtau capul descoperit, cu părul "retezat" până în dreptul urechilor. După această perioadă, părul era lăsat să crească în voie și se pieptăna "cu cărare", în două "plete" simetrice, legate la vârf, cu "gâțe". Când acestea atingeau diferite dimensiuni, ele se așezau în formă de colac pe vârful capului, acoperindu-se cu "cârpa".
Cârpa tradițională a fost confecționată din satin de culoare neagră, cu sau fără ciucuri, purtată înnodată la spate. Ulterior, în zilele de lucru, au început a fi purtate și cârpele confecționate din stambă imprimată cu diferite modele, legate uneori și pe sub barbă, cunoscute și sub denumirea de "balticuri". Peste cârpa de zi de lucru, vara, se purta pălaria de paie, legată pe sub barbă cu "șinor" și ornată cu "frunză" neagră, încrețită din loc în loc și împodobită, uneori cu mărgele. În zilele de sărbătoare, se purta în mod obligatoriu "cârpa" neagră din "păr" sau mătase, cu ciucuri mari, de ibrisin, pe sub care fetele și nevestele tinere "scoteau" câte un "inel" din părul neprins în "plete".

O cârpă mai puțin folosită la "împropezît"(împodobit) era cea neagră, pe fondul căreia erau brodate flori mari, viu colorate. Numită și "cârpă țigănească" sau "cârpă de călărași", ea era folosită cu precădere la împodobirea călărașilor, a steagului de nuntă, sau cu prilejul altor ocazii festive. Bătrânele o purtau doar la biserică, în care caz ciucurii nu mai erau lăsați să cadă liber, pe spate, ci legați în formă de colac, pe vârful capului, formând așa zisa "împropezală cu coarne".
În anotimpul friguros, peste cârpă se punea "broboada" confecționată din lână neagră sau maronie, cu sau fără ciucuri, înnodată sau nu sub barbă. La bătrâne se întâlneau și "broboade" de zi de lucru, confecționate din "molton" sau "finet". "Broboada" de sărbătoare era cea de "janilie"(catifea), neagră, vineție sau maro, de proveniență industrială.
Bătrânele își mai amintesc de încă două piese nelipsite din "garderoba" de până în primele decenii ale secolului al XIX-lea: "vălitoarea" și "conciu". Prima, formată dintr-o bucata de voal alb, de lungime apreciabilă, se purta în zilele de sărbătoare, peste "cârpă", însă numai de către femeile în vârstă, fiind folosită și la înmormântare. A doua, respectiv "conciul", cunoscut în alte părți ale județului Sibiu și sub denumirea de "coif", se purta numai de mirese, când erau scoase "la Vale"(în centru). El se confecționa dintr-un cadru de sârmă, carton etc., de forma circulară, acoperit cu pânză, pe care se prindeau buchete de flori artificiale, monede vechi de argint, oglinjoare, ace cu gămălia colorată etc.
- Ia.

Este principala piesă de port femeiesc și se întâlnește în două variante:
-Dintr-o singură bucată numită ciupag
-Din ciupag și poale, variantă folosită mai ales în zilele de lucru.
Cu sau fără "beată", la fetițe ia se încheie în față, iar la fete și neveste, peste umăr, în partea stângă. Mânecile iei se sfârșesc întotdeauna cu "fodori" încrețiți, tiviți cu "cheiță", "cipcă" sau "colțișori negri". În afară de ia "de purtare" sau de cea "de duminica", se mai întâlnește și cea purtată doar în anumite momente importante cum ar fi: ia de mireasă și ia de înmormântare, la acestea diferind doar ornamentația.
Ia "de purtarea" se confecționează din pânză de cânepă sau de bumbac, iar cea "de duminica" din pânză de bumbac sau giolgiu. Ceea ce dă farmec iei tradiționale este ornamentația sa bogată, realizată cu arnici negru cu care se coase pe lângă "frunzele" de pe piept, "șâruri"(șiruri), iar pe lângă cele de pe mânecă, "purecele" și "crace". La ornarea "betei" se folosește și arnici galben și foarte rar "sârmă".
Ca motive ornamentale, la loc de frunte se situează cele florale("brăduțul", "pomul vieții" etc.), urmând apoi cele zoomorfe: "peunul"(păunul), "porumbelul", "găina", "cocoșul", corbul, "cornul berbecului" ș.a.m.d.
Privind tehnica cusutului propriu zis, se întâlnesc:
- "Pui" cusuți pe față sau pe dos;
- "Pui" cu o cruce;
- "Pui" cu patru cruci;
- "Pui" peste cot, executați de către fiecare gospodină în parte, sau de către "cusătoresele" renumite ale satului, dintre care se remarcă Maria Dobrin, "Cornățana", Paraschiva Mordoșan, Maria Vasiu, Sofia Birghiu, Sofia Raț și Maria Trif.
"Poalele de zi de lucru", sunt confecționate din pânză de bumbac, cu o tivitură simplă în partea de jos și neîncrețite. Cele "de duminica", purtate de fete și nevestele mai tinere, au crețe și în părți și în spate. Frecvent, se întâlnesc și "poalele" ca piesă separată de port, purtate numai de către fete, confecționate din giolgiu. Purtând și numele de "fustă", acestea sunt întotdeauna "prisate"(pliate) și ornate în partea inferioară cu "cipcă" sau "colțișori".

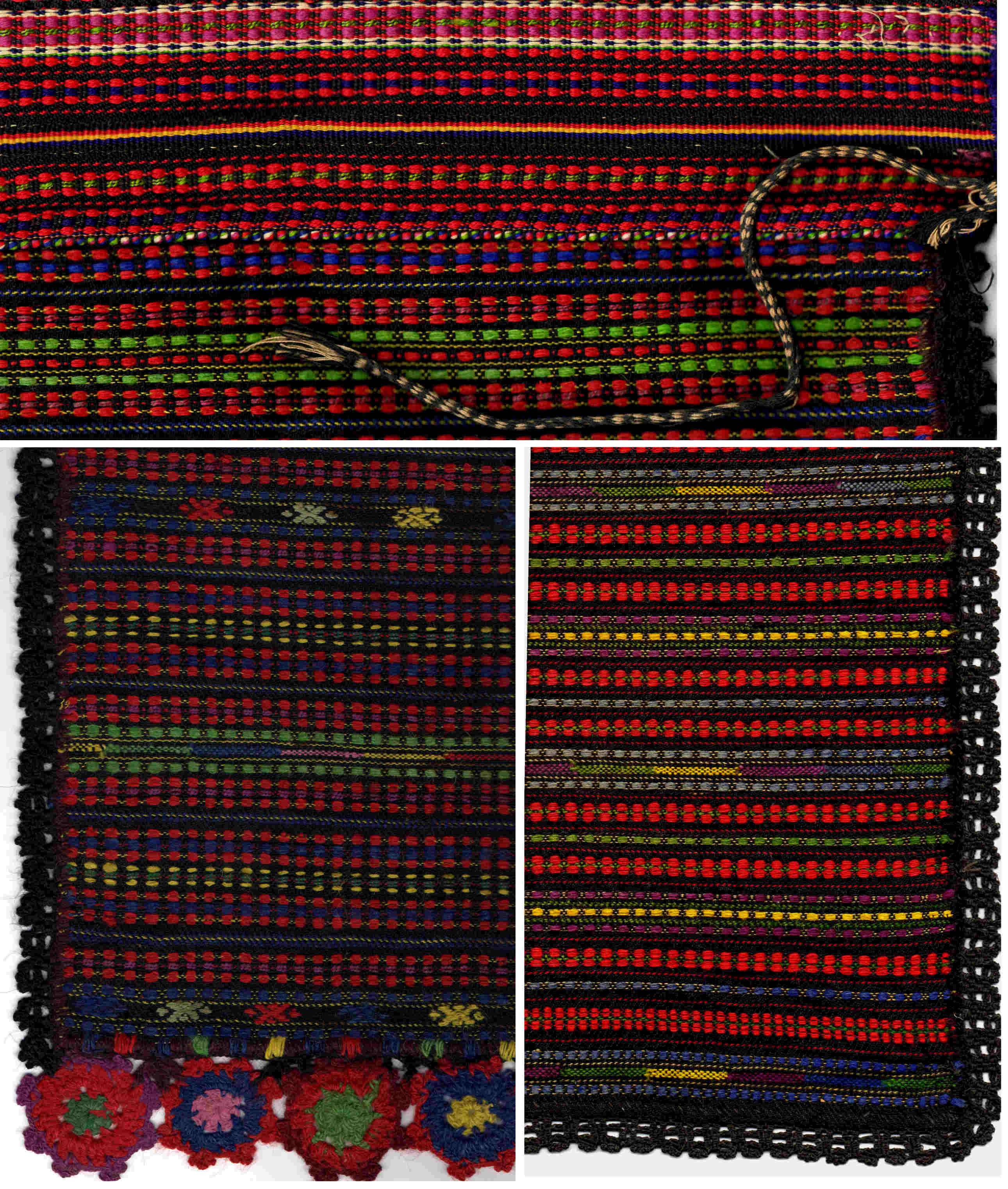
Cătrință oacheșă, de Emilia Urs, anii 1960.
Sus: Baierele de prindere în jurul taliei.
Stânga jos: foaia cătrinței ce se pune în față.
Dreapta jos: foaia cătrinței ce se pune la spate.

- Fustița, confecționată din giolgiu, această piesă se purta pe sub poale, strânsă pe corp și legată de mijloc cu băieri. În partea inferioară, fustița se orna cu dantele și panglici de diferite culori.
- Cămeșoaia, piesă de port de uz casnic, era folosită cu precădere drept "cămașă de noapte". De un croi simplu, din pânză de cânepă, bumbac sau mai nou din "finet", ea a fost folosită mai ales de către femeile în vârstă.
- Șurțul(șorț), era nelipsit din costumul tradițional fiind purtat în față, fie direct peste "poale", fie peste rochie:
  - Șurțul negru, țesut de casă, în patru ițe, cu alesături "în tăblițe"(căhăli), cu urzeala din ață sau lână neagră și cu băteală din "păr"(lânică fină). Cu scop ornamental, în țesătură se intercalau vărgi roșii în care, la așa zisele "șurțe bătrânești", se folosea și "sârma". În partea inferioară, șurțele se ornau cu motive florale sau geometrice, ele sfârșindu-se cu ciucuri lungi. Pe marginea lor se prindeau "colți", cele două "foi" ale piesei fiind prinse intre ele cu o "cheiță". Întotdeauna, peste șurțul negru se purta un altul, de satin.
  - Șurțul roșu, îl purta numai mireasa și prietenele ei, în seara premergătoare nunții.
  - Șurțul săliștenesc, era cumpărat direct din "șatră", în "seturi" împreună cu cătrințele. Unele dintre acestea erau "tipărite"(imprimate cu ornamente brodate pe întreaga țesătură), pe când altele aveau ornamentația realizată din textura propriu-zisă, fiind cunoscute sub numele de șurțe "tăiate".
- Cătrința. Spre deosebire de șurț, cătrința nu era purtată decât de la o anumită vârstă, corespunzătoare cu majoratul de astăzi. Executată din țesătură de lână, cu beteală din lânică, arnici, mătase sau "sârmă", cătrința tradițională s-a întâlnit în următoarele variante:
  - Cătrința oacheșă, care are fondul negru și vărgi colorate pe întreg câmpul.
  - Cătrința neagră, care are fondul negru și ornamentație sobră.
  - Cătrință săliștenească, confecționată din postav negru cu ornamente "tipărite", este renumită prin frumusețea și eleganța ei. La toate tipurile de cătrințe sau șurțe, în partea inferioară se atașează "colți" sau ciucuri și pe margini, "colți" și "rotițe".

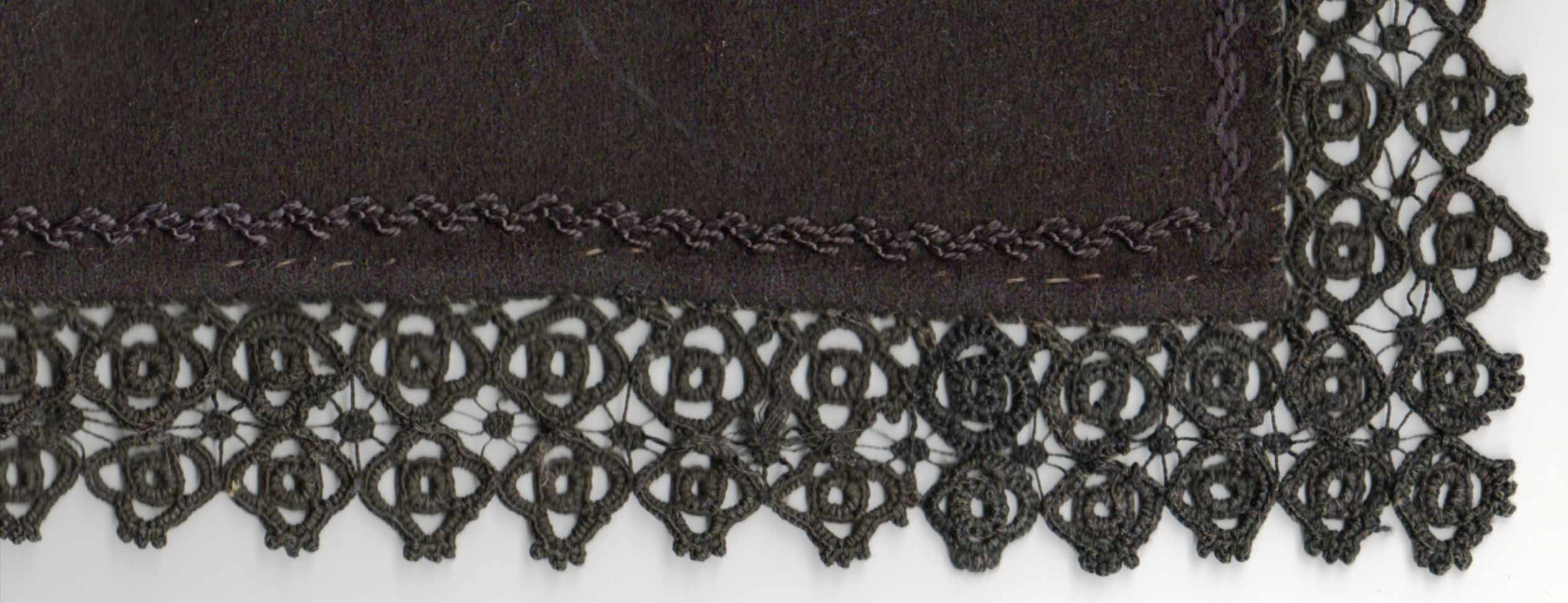
1. Cătrință "săliștenească" cu colțișori(spate)
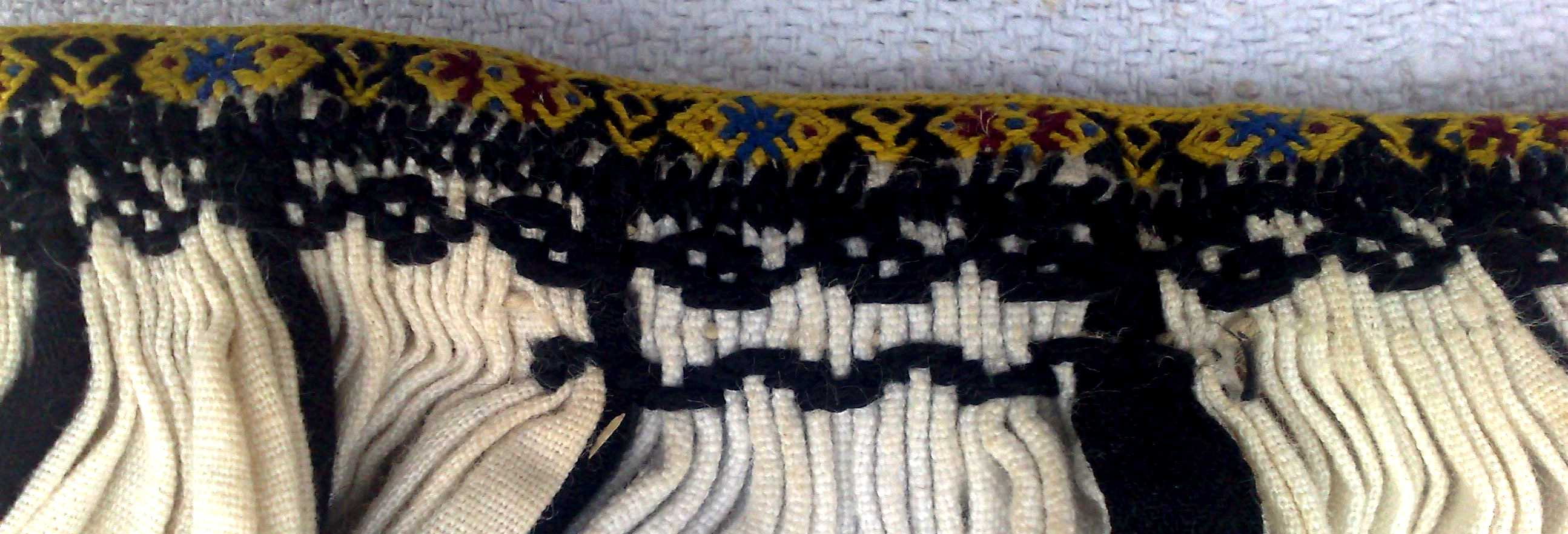
Beată galbenă de la o ie săliștenească
3. Cătrință "săliștenească" cu colțișori, "rotițe" și ciucuri(față)
4. Cătrință "săliștenească" cu colțișori și "rotițe"(spate)
5. Cătrință neagră(față)
6. Ornamentație sobră de cătrință neagră
Pieptar înfundat, arhaic
7. Șnur cu care se leagă cătrința în jurul taliei

- Pieptarul, este o piesă arhaică a portului tradițional, purtată în anotimpul friguros în locul laibărului, dar și vara de către miri, până în primele decenii ale secolului al XIX-lea. El era confecționat din piele de ied sau miel, cu lâna înăuntru. În trecut s-au întâlnit două tipuri de pieptare:
  - Pieptarul "înfundat", de tip arhaic, încheiat la subsuoara stângă și cu nasturi confecționați din "pojiță" sau chiar cu copcii;
  - Pieptarul "crăpat" sau "spintecat", deschis la față, specific Mărginimii Sibiului.

Pieptarul "de zi de lucru" era ornat mai discret, cu motive florale sau zoomorfe, întâlnindu-se uneori și aplicații de meșină colorată, în timp ce pieptarul "de duminica", de tip "avrigenesc", era ornat cu o floare centrală, în jurul gâtului, a mânecilor și la talie, cusută cu fire de lânică, arnici sau mătase colorată, predominând roșul, alături de negru, bordo, verde și albastru. Tot în scopuri decorative, pieptarul era prevăzut cu una sau două buzunare false, pe care se brodau inițialele proprietarului și anul confecționării.
- Laibărul este o piesă de port care se poartă peste ie, fiind scurte și strânse pe corp și încheiate în față, cu copcii sau nasturi. Laibărul "de zi de lucru" este confecționat din pănură de casă, de culoare neagră sau săină, din postav de calitate mai inferioară sau chiar din stambă sau finet, căptușit corespunzător. Laibărul "de duminica", parte componentă a costumului săliștenesc, este procurat din comerț, el fiind confecționat din postav fin sau din catifea și prevăzut cu diferite ornamente realizate prin brodare.
- Buboul, piesă arhaică, folosită numai de bătrâne, în anotimpul friguros, atât în zilele de lucru cât și în cele de sărbătoare. Confecționat din pănură neagră sau săină, cu mițele în afară, lung până la nivelul gleznelor, buboul se folosea noaptea pentru acoperirea căsenilor, în loc de strai.
- Cârpa de mână. Cunoscută și sub denumirile de "cârpă de miri", "păstură", "merindare", "cârpuță" sau "mâneștergură", aceasta piesă auxiliară de port mai poate fi văzută astăzi doar în fotografiile de epocă. Ea se confecționa din pânză de "bumbac în bumbac", țesută în două ițe, având dimensiunile de circa 40cm x 40cm, cu o ornamentație simplă în câmp, la care se adăugau "colțișorii" de pe margine. Piesa se purta cu predilecție de către fete, la "joc", ținută în mână, de unde ajungea cel mai adesea sub șerparul "drăguțului"..., dar și de către femei, în zilele de sărbătoare, când mergeau la biserică sau ieșeau "la Vale"(în centru).

### Galerie port popular

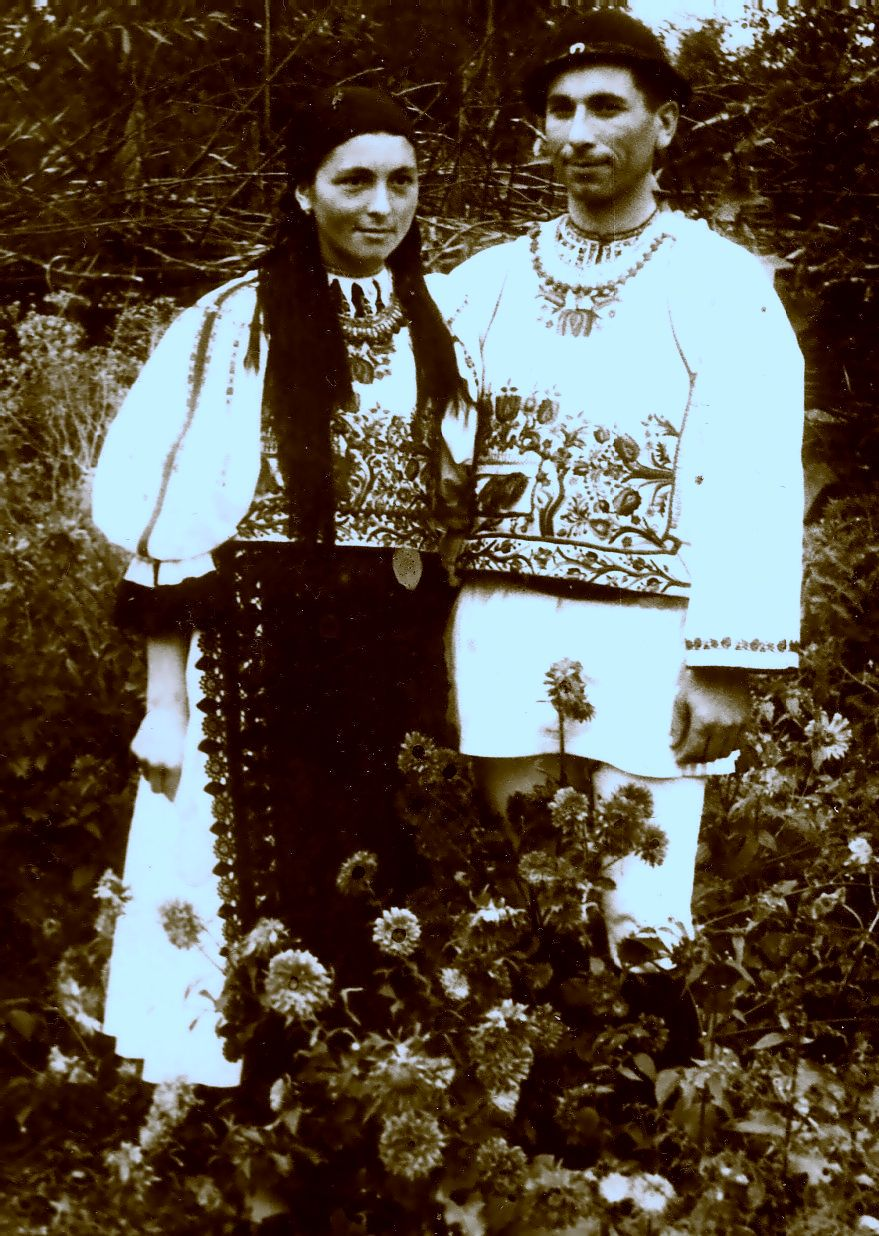
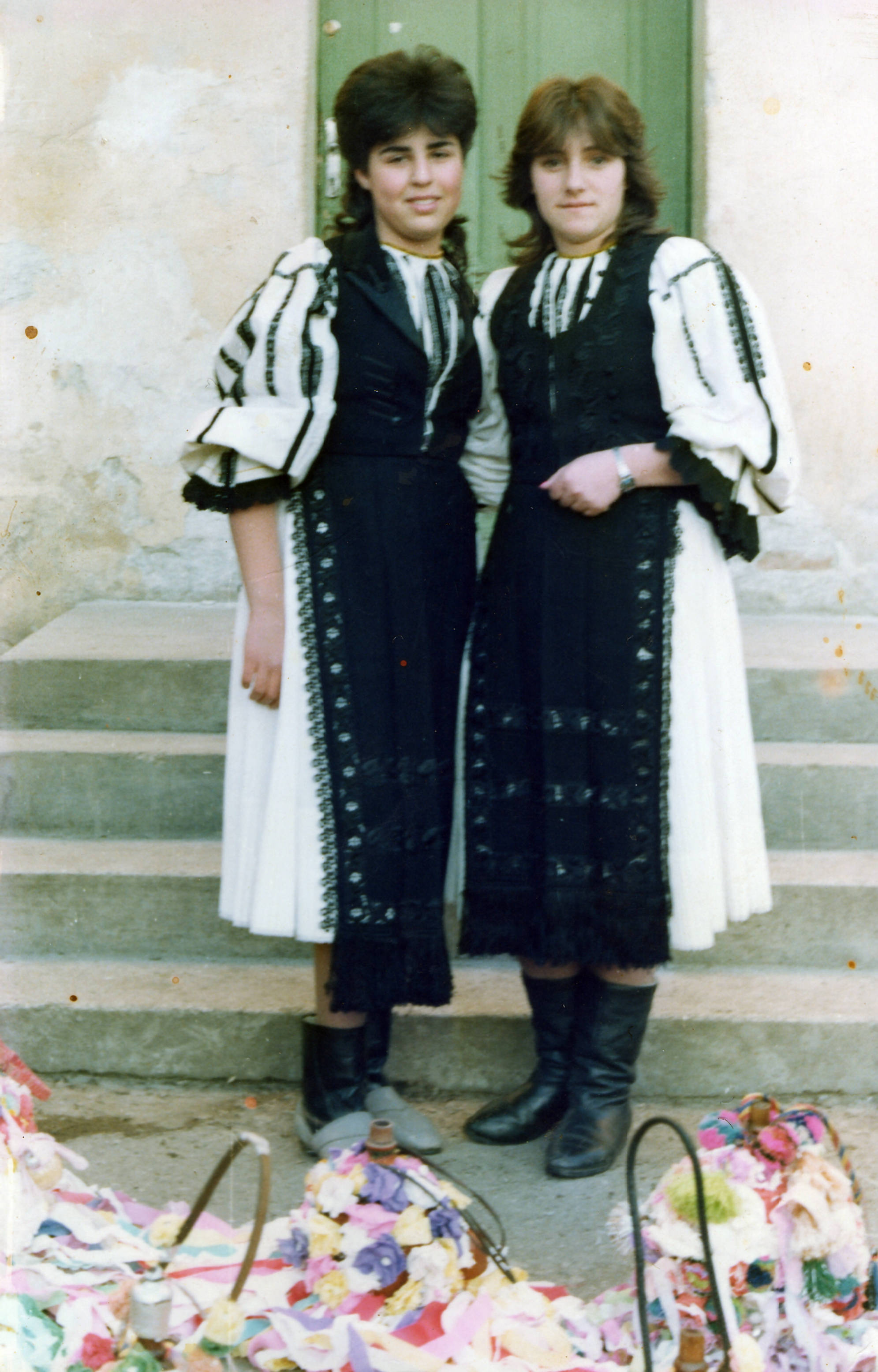
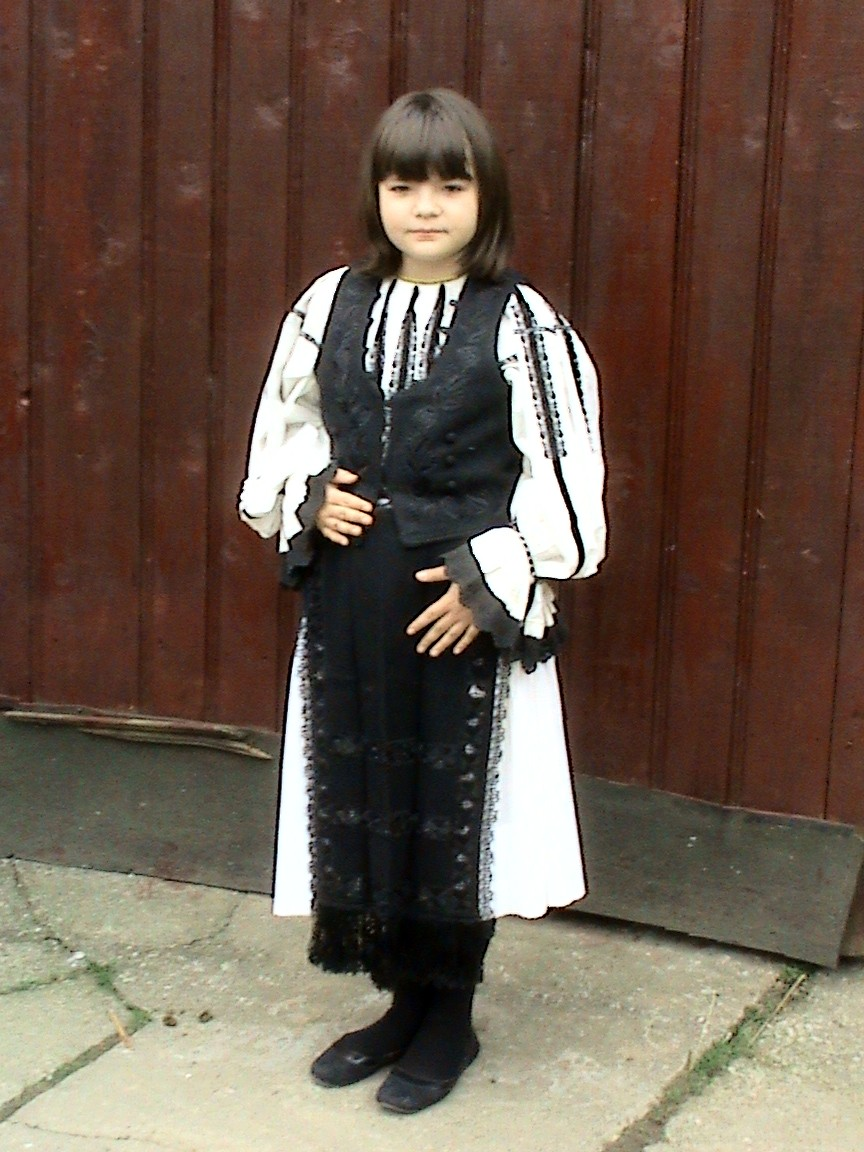
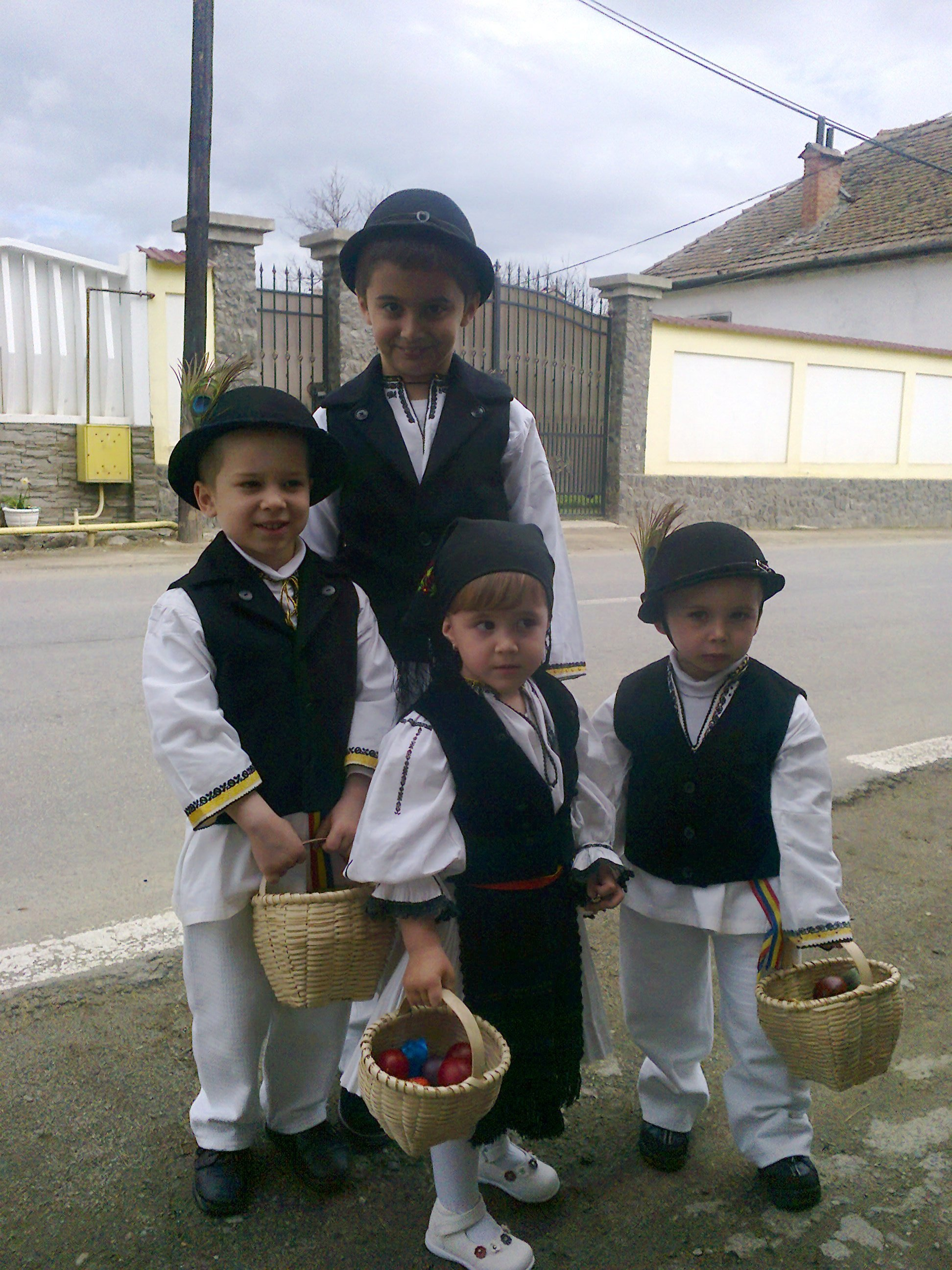

## Costumul bărbătesc
- Acoperitul capului.

Adaptat anotimpului și a vârstei, costumul bărbătesc este mai simplu decât cel femeiesc, atât în ce privește numărul pieselor ce-l compun cât și al ornamentației acestora. Până la vârsta de 14-15 ani, copii au părul scurt, după care își lasă "frizură", dată peste cap sau "cu cărare" pe una din părți. Uneori, o șuviță de păr se lăsa mai lungă și prin răsucirea ei se realiza așa zisa "frizură cu corn", purtată mai ales de feciori.
Încă până pe la începutul secolului al XX-lea, bătrânii purtau părul lung, până pe umeri, iar în zilele de sărbătoare, spre a-i conferi acestuia un luciu aparte, îl ungeau cu seu sau unt, de unde și strigătura frecventă în epocă:

Pălărie cu boruri mari de influență săsească

"Părul meu nu trăbă tuns,
Numa' cheptenat și uns!..."Vara, capul se acoperea cu pălărie. Ca o reminiscență de pe timpul graniței militare, până spre sfârșitul secolului al XIX-lea s-a purtat pălăria de pâslă neagră, cu calotă sferică și boruri mari, de influență săsească. Aceasta a fost ulterior înlocuită cu pălăria "săliștenească", cu boruri mai mici, lăsate-n jos, ornată simplu, doar cu o "frunză" neagră cu margini albe, din barșon.
Pălăria purtată de feciori în zilele de sărbătoare, era însă ornată mult mai bogat, cu "barșoane" încărcate cu mărgele, cu "peșchini" din flori artificiale, cu "peuni"(pene de păun), cu ciucuri și "cănaci" etc. Spre sfârșitul secolului al XIX-lea, și-a făcut apariția în sat și pălăria de paie, purtată de către toate grupele de vârstă, atât în zilele de lucru cât și în cele de sărbătoare.
Căciula se purta numai în anotimpul friguros, ea fiind confecționată din blană de miel sau oaie, de culoare neagră sau brumărie și în foarte rare cazuri, de culoare albă. În zilele de sărbătoare se purta căciula de "astrăgan"(astrahan). Ca tip, predomina căciula "țuguiată", cu moțul teșit într-o parte sau "băgat înăuntru". Foarte rar se întâlneau căciulile mocănești cu fundul rotund.
Ca element inedit, este demn de menționat că sătenii purtau capul descoperit doar în zilele de doliu.

1. Pălărie "săliștenească".
2. Cămașă brodată cu "puișori".
3. Laibăr negru, sobru.
4. Șerpar lat din piele.
5. Cioareci albi strânși pe picior.

- Cămașa, lungă până la genunchi în trecut și mai scurtă în vremurile mai apropiate(secolul al XX-lea), cămașa se purta peste cioareci, încinsă cu șerparul. La gât, aceasta se încheia cu copcii sau foarte rar, cu băieri prevăzute la capete cu ciucurași.
Cămașa "de zi de lucru" era confecționată din pânză de cânepă sau bumbac, croită cu mâneca largă sau cu "pumnași". Ornamentația acestui tip de cămașă se realiza cu "pui" cusuți cu arnici negru, în motive simple, grupați la guler, la gât și în partea de jos a mânecilor.
Cămașa "de duminica" se confecționa din pânză de bumbac, având "fustă" încrețită la spate și o ornamentație mai bogată decât surata ei cotidiană, realizată tot prin "pui", modelele mai cunoscute fiind: "brânelul", "chișatul boului", "feregile" etc. De o parte și de alta a "gurii" cămașii se broda într-o formă stilizată inițialele numelui purtătorului, o formă mai aleasă a ornării mânecilor constituind-o așa zisul "ajur".
Din rândurile cămășilor "de duminica", se evidențiază "cămașa de mire", piesă de rezistență a costumului bărbătesc, precum și "cămașa de înmormântare". Începând cu deceniul al patrulea al secolului al XX-lea, feciorii au început să poarte pe sub cămașa tradițională, cămașa "nemțească", "de cumpărat".
- Cioarecii. Având ca părți componente: cracii, turul, flinticul și veaca, această piesă era nelipsită din costumul tradițional. Cei purtați vara, se confecționau din pânză de cânepă, cu urzeala din fuior sau bumbac și băteala din "păcișe" sau câlți, pentru zilele de lucru și din pânză "bumbac în bumbac", țesută în trei sau patru ițe, "în ochiuri", pentru zilele de sărbătoare.
Pentru iarnă, cioarecii "de zi de lucru" se confecționau din pănură albă, comună, iar cei "de sărbătoare", din pănură de lână țigaie. Indiferent de materialul folosit, cioarecii se croiau și se coseau în sat, chiar și de către bărbați, cu buzunare false, ei fiind purtați peste izmene, strânși pe picior, cu sau fără manșetă, la cei "de sărbătoare" aceasta fiind tivită cu o bandă neagră. Pe corp, cioarecii erau strânși cu ajutorul "brăcinarului"(curelei), confecționat din cânepă la copii și din piele la adulți, introdus pe veacă.
Între cele două razboaie mondiale, sub influență orășenească, au apărut cioarecii largi, tip pantalon, confecționați din același material ca și cei "clasici".

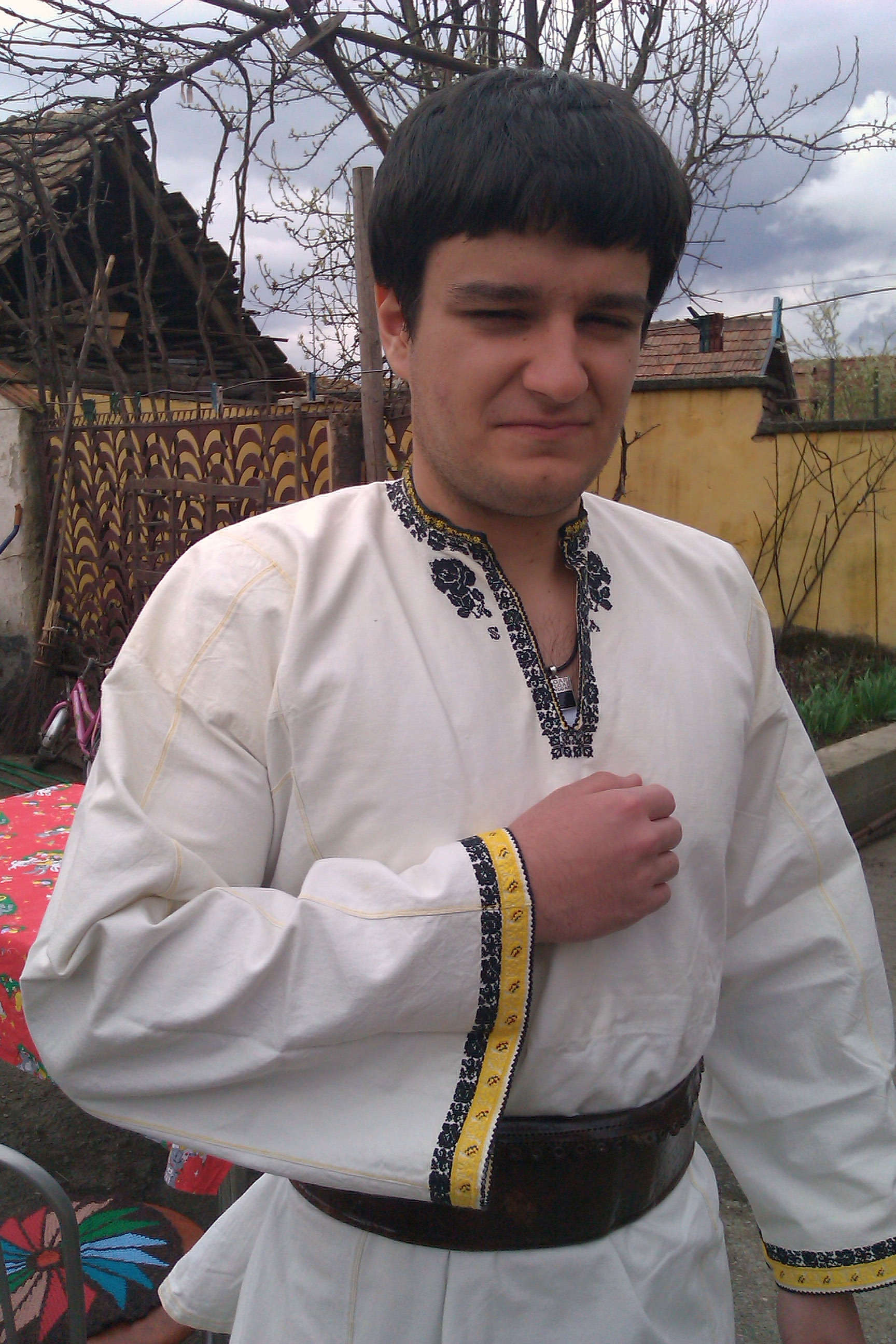
Cămașă tradițională și șerpar

- Izmenele.În trecut, până la vârsta de zece ani, copii purtau izmene "fără tur", prinse de corp fie cu un brăcinar(curea) introdus pe veaca lor și strâns mai apoi cu ajutorul unui "sclimpuș" din lemn, fie vârâte sub unul purtat direct pe piele, ani de zile la rând.
Ca material, acestea se confecționau din pânză de cânepă țesută în două ițe, cu urzeala din fuior și băteala din "păcișe", cu un croi simplu, nepretențios. Este de menționat faptul că, adesea, vara, nu numai copii dar chiar și unii bătrâni, umblau numai în izmene.
- Pantalonii, au intrat în costumul bărbătesc după primul război mondial, aceștia fiind clasificați ca pantaloni "de zi de lucru" și "de duminica". Ei au înlocuit cioarecii albi, greu de păstrat curați mai ales în timpul muncii, pentru confecționarea lor  folosindu-se pânza încernită sau pănura neagră sau săină. Pentru pantalonii de sărbătoare, s-au folosit ulterior țesăturile industriale sau docul și postavul.
Spre deosebire de cioareci, pantalonii vârstnicilor nu sunt prevăzuți cu veacă, ei fiind strânși pe corp cu ajutorul brăcinarului din piele. Pantalonii copiilor erau prevăzuți însă cu "hozăntragăne".
- Pieptarul, piesă de același croi și aceleași ornamentații ca și cel femeiesc. De menționat este faptul că între cele două războaie mondiale, majoritatea pieptarelor folosite în sat au fost confecționate de către cunoscutul creator popular din Sebeșu de Jos, Sibiu, Mochie Ritivoi.
- Alte piese de port popular folosite atât de femei cât și de bărbați sunt: laibărul, recălul,  cojocul(ciobănesc(păcurăresc cu lâna în afară) și cel săliștenesc cu lâna înăuntru), cojocica și bitușca provenite din mărginime, bluzul, șurțul(șorțul) și nu ultimul din lista costumului bărbătesc fiind șerparul.

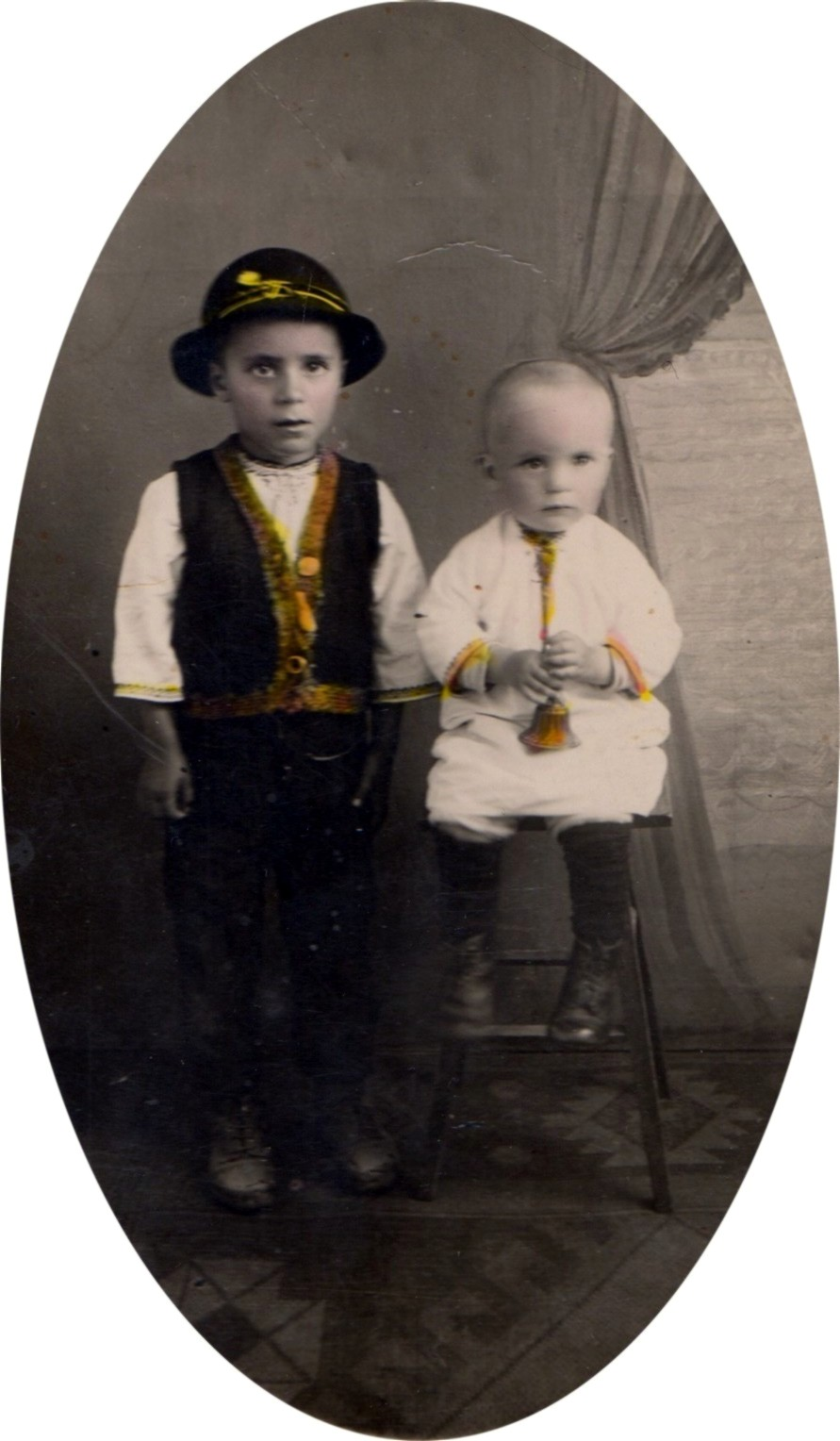
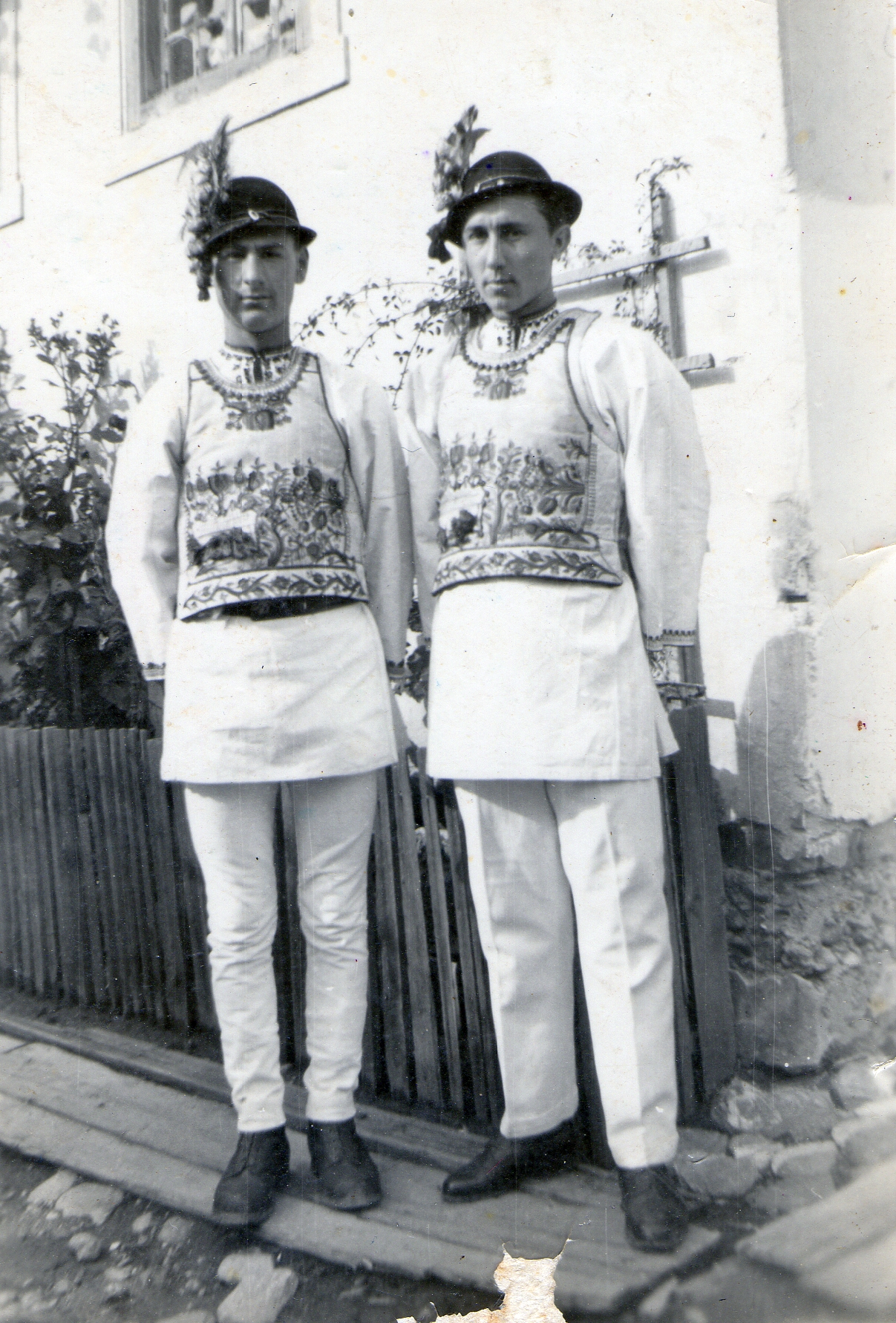